# Сигізмунд фон Браун

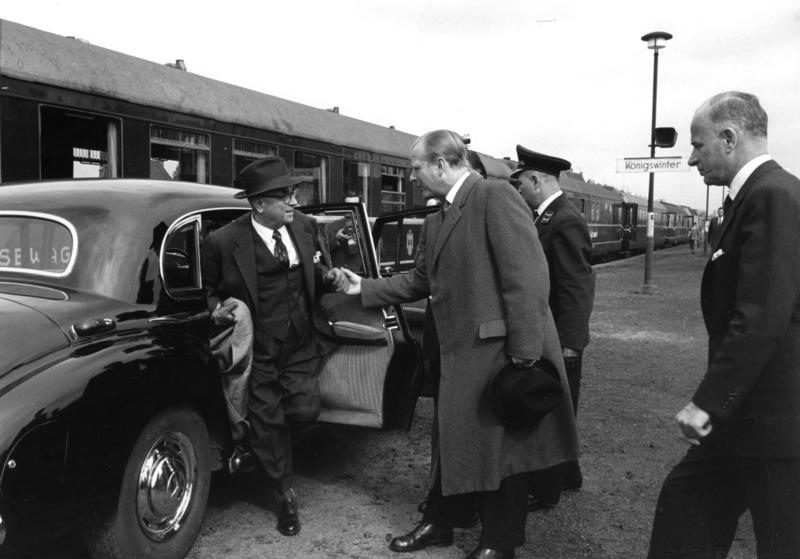
Барон фон Браун зустрічає Президента Туреччини Махмуда Джеляля Баяра (9 травня 1958)

Барон Сигізмунд фон Браун (нім. Sigismund Freiherr von Braun; 14 квітня 1911, Берлін — 13 липня 1998, Бонн) — німецький дипломат.

## Біографія
Старший син барона Магнуса фон Брауна і його дружини Еммі, уродженої фон Квісторп. До 1929 року навчався в школі Гумбіннена і французькій гімназії Берліна, після чого пройшов стажування в банку. Потім вивчав право, в 1934 році поїхав на рік в Цинциннаті на стипендію Німецької служби академічних обмінів, після чого здійснив навколосвітню подорож. В 1936 році вступив на дипломатичну службу в якості аташе. З квітня 1937 року — особистий помічник німецького посла у Франції Йоганнеса фон Вельчека. У вересні 1937 року переведений в Аддіс-Абебу через сварку з Бальдуром фон Ширахом. 1 жовтня 1939 року вступив в НСДАП. В 1943-46 роках — секретар дипломатичної місії в посольстві при Святому Престолі в Римі.
Барон фон Браун успішно пройшов денацифікацію, після чого працював у приватному секторі, потім — асистент на Нюрнберзьких процесах. В 1954 році повернувся на дипломатичну службу. В 1956 році вступив у Вільну демократичну партію. В 1962-68 роках — постійний представник ФРН при ООН в Нью-Йорку. В 1968-70 і в 1972-78 роках — посол у Франції. В 1970-72 роках — статс-секретар Федерального міністерства закордонних справ.

## Сім'я
В 1940 році одружився з Гільдегард Бек-Маргіс (1915–2001). В пари народились 5 дітей, серед них — політик Карола фон Браун і культуролог Крістіна фон Браун.

## Нагороди
- Великий золотий почесний знак «За заслуги перед Австрійською Республікою» із зіркою (1962)